# Sebald Justinus Brugmans
Sebald Justinus Brugmans est un médecin et naturaliste néerlandais. Né le 24 mars 1763 à Franeker, il est décédé le 22 juillet 1819 à Leyde.

## Biographie
Fils du naturaliste Anton Brugmans (1732-1789), il étudie la philosophie, les mathématiques et la physique à l'université de Franeker et de Groningue où il obtient un doctorat (1781). Professeur de physique, d'astronomie, de logique et de métaphysique à Franeker (1785), il devient professeur de botanique et de chimie à l'université de Leyde (1786) où il établit une importante collection ainsi qu'un cabinet d'anatomie comparée.
En 1795, il organise aux Pays-Bas le service militaire de santé et officie à la Pharmacopoea Batava. Premier médecin de Louis Bonaparte, il devient son conseiller d’État. Inspecteur du service de santé des armées françaises, recteur de l'Académie de Leyde, il est chargé en 1815 d'exiger la restitution des collections d'histoire naturelle confisquées aux Pays-Bas par la France.

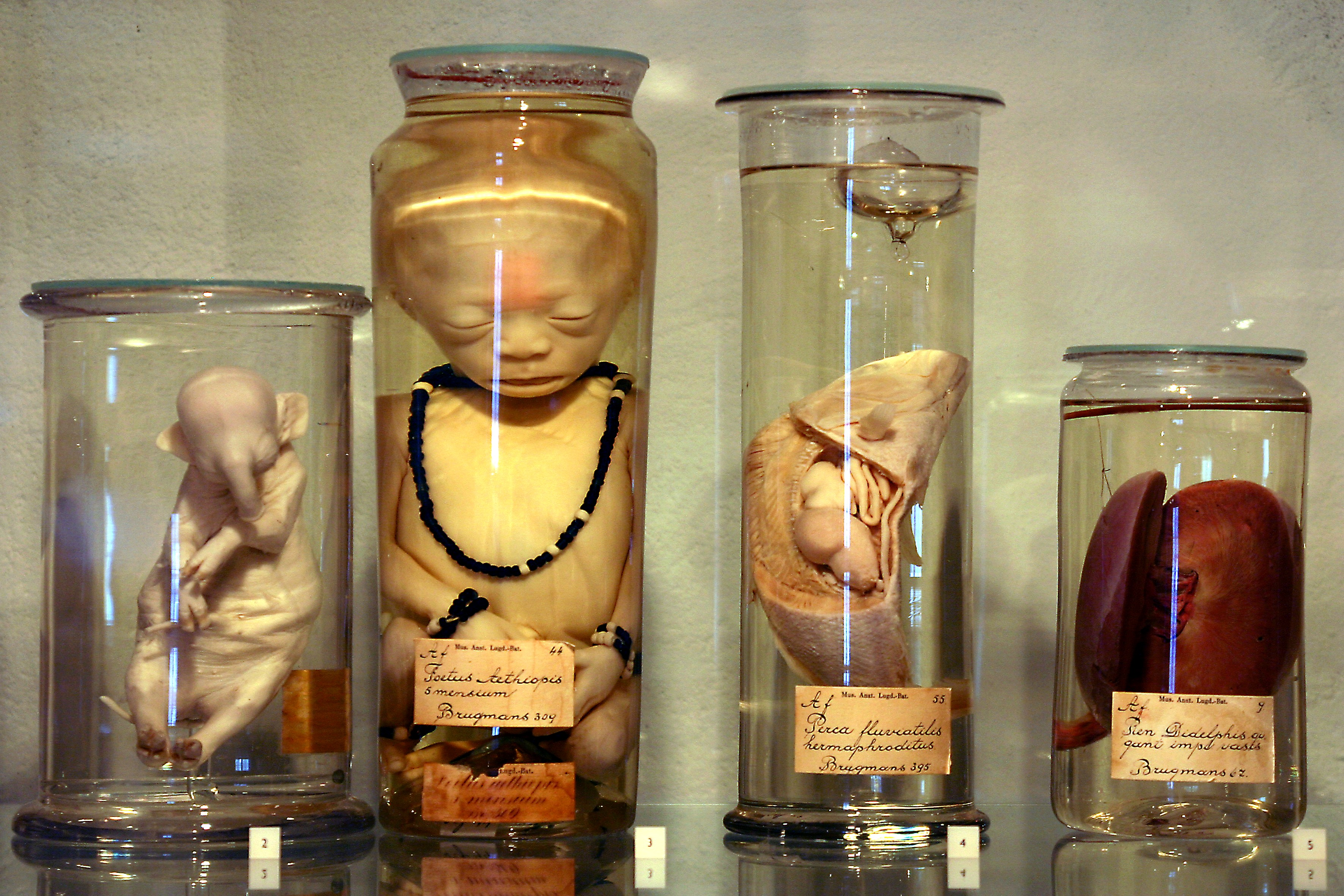
Collection Brugmans au musée Boerhaave

Un genre de fleurs subtropicales a été nommé en son honneur : Brugmansia. La norme Brugmans est utilisé pour le désigner en botanique.

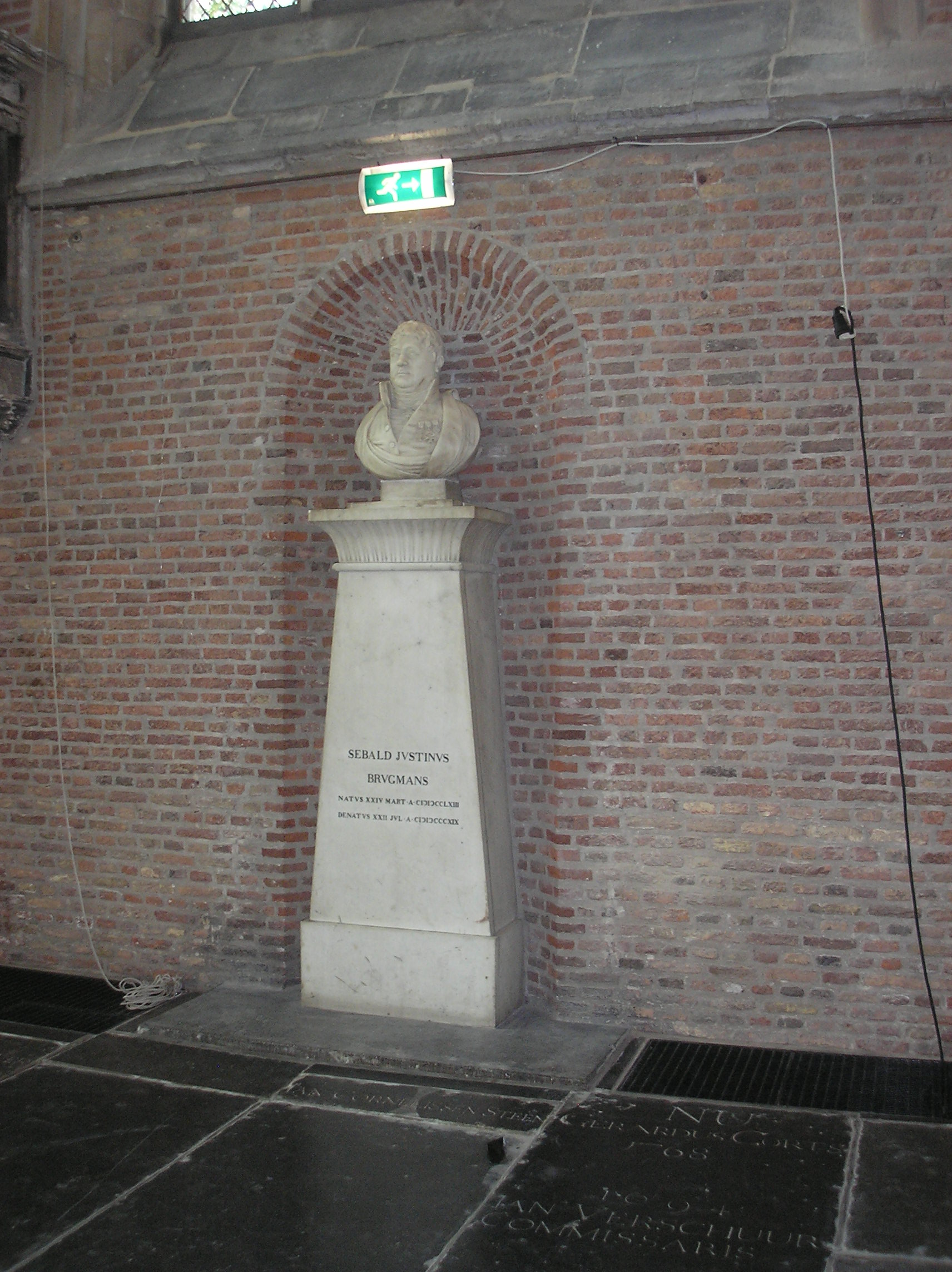
Monument (1819) en son honneur à Leyde

## Œuvres
- Observations sur la natation des poissons (1787)
- Éloge de Boerhaave (1795)
- Dissertatio physico mineralogica inauguralis de lapidibus (1781)
- Lithologia Groningana juxta ordinem Wallerii digesta (1781)
- Dissertatio quaenam sunt plantae inutiles et venenatae (1783)
- Abhandlung von der Erzeugung des Eiters und von der Art (1785)
- De Puogenia (1785)
- De accuratiori plantarum indigenarum notitia maxime commendanda (1787)
- Dissertatio academica de mutata humorum in regno organico (1789)
- Über den Hospitalbrand (1816)